# Saidu Sharif
Saidu Sharif (en ourdou : سیدو شریف) est la capitale administrative du district de Swat. La ville est située dans la province de Khyber Pakhtunkhwa dans le nord du Pakistan. Elle est située à 3 kilomètres de Mingora, la plus grande ville du district de Swat.